# النقطة الجوفاء (فلم)
النقطة الجوفاء (بالإنجليزية: The Hollow Point) هو فيلم أكشن وجريمة أمريكي تم إصداره في عام 2016 من إخراج جونزالو لوبيز جاليجو و تأليف نيلس ليو. البطولة باتريك ويلسون ، لين كولينز.

## ملخص القصة
مأمور جديد يتسلم عمله في مدينة صغيرة عبر الحدود الفاصلة بين الولايات المتحدة الأمريكية والمكسيك، ويبدأ التحقيق في صفقة تستهدف تهريب الأسلحة عبر الحدود بين الدولتين، ولكن يشوبها خطأ فظيع.

## الممثلون
| الممثل        | الدور/الوظيفة |
| ------------- | ------------- |
| باتريك ويلسون | والاس         |
| لين كولينز    | مارلا         |
| ايان ماكشين   | ليلاند        |
| جون ليجويزامو | أتيكوس        |
| هيذر بيرز     | إيلي          |
| مايكل فلين    | جيسي          |
| جيم بيلوشي    | جيمس بيلوشي   |

## روابط خارجية
- النقطة الجوفاء على موقع IMDb (الإنجليزية)
- النقطة الجوفاء على موقع ميتاكريتيك (الإنجليزية)
- النقطة الجوفاء على موقع روتن توميتوز (الإنجليزية)
- النقطة الجوفاء على موقع نتفليكس (الإنجليزية)
- النقطة الجوفاء على موقع قاعدة بيانات الأفلام العربية
- النقطة الجوفاء على موقع ألو سيني (الفرنسية)
- النقطة الجوفاء على موقع أول موفي (الإنجليزية)
- النقطة الجوفاء على موقع بوكس أوفيس موجو (الإنجليزية)
- النقطة الجوفاء على موقع فيلمافينيتي (الإسبانية)
- النقطة الجوفاء على موقع قاعدة بيانات الفيلم (الإنجليزية)